# Parapendio

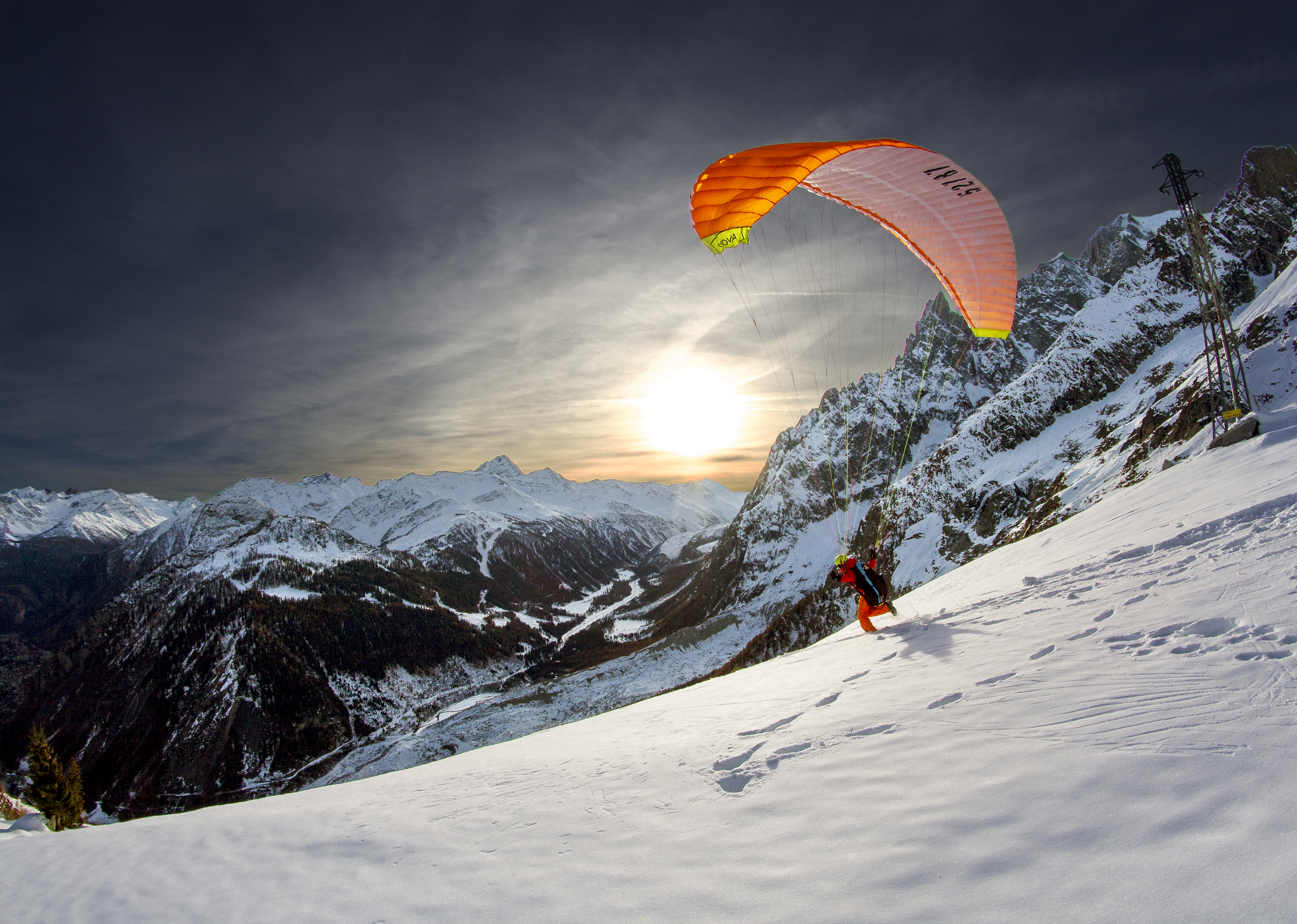
Parapendio sul Monte Bianco.

Il parapendio è il mezzo di volo libero più semplice e leggero esistente, derivato dai paracadute da lancio pilotabili.

## Storia

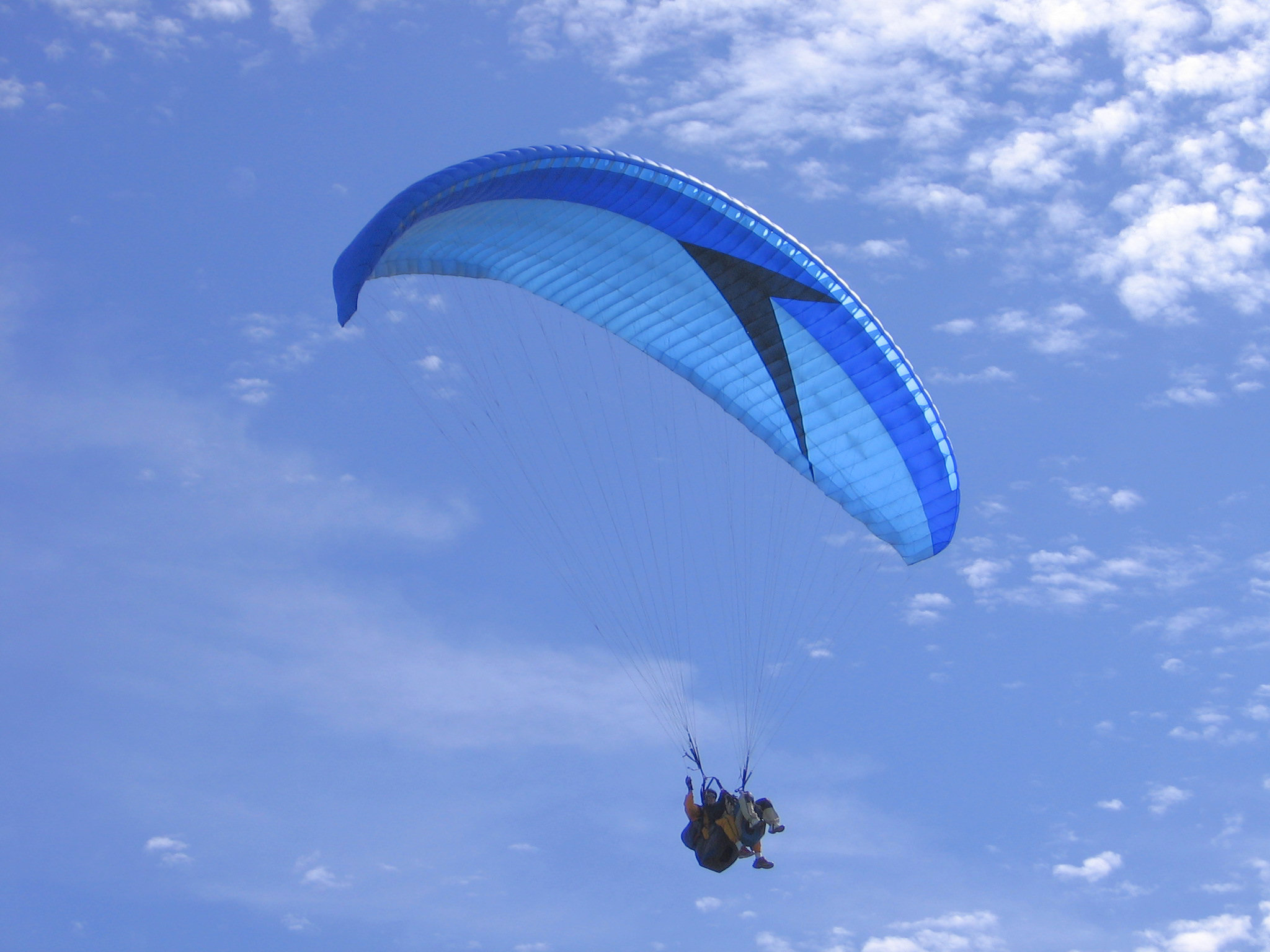
Parapendio biposto

La storia del parapendio comincia nel 1965 con la messa a punto della Sailwing da parte di Dave Barish. Egli chiamò questa nuova disciplina slope soaring (volo di pendio). Parallelamente a questa invenzione, Domina Jalbert creò un paracadute dotato di cassoni da utilizzarsi al posto del paracadute parabolico: il parafoil.
Dave Barish e Dan Poynter effettuarono, nel 1966 e nel 1968, numerose dimostrazioni di slope soaring su di un trampolino da salto con gli sci. Numerosi alpinisti cominciarono ad interessarsi a questa pratica, vedendovi un modo rapido ed efficace, e non ultimo divertente, di planare dopo un'ascensione.
Nel 1978, tre paracadutisti francesi (Jean Claude Bétemps, Gérard Bosson e André Bohn) decollarono con i paracadute rettangolari dal monte Pertuiset, presso Mieussy in Alta Savoia (F). Furono solo i primi di molti paracadutisti che cominciavano ad interessarsi al volo di pendio.
Laurent de Kalbermatten inventò nel 1985 il Randonneuse, il primo parapendio concepito specificamente per il volo. Era un mezzo più efficiente, più facile da gonfiare e dalle maggiori prestazioni dei paracadute di allora.
Il parapendio non cesserà più di evolversi, tanto come materiali utilizzati che come tecniche di costruzione, divenendo uno sport a sé stante.
Il primo campionato del mondo di parapendio si tenne nel 1987 a Verbier (anche se si considera come prima edizione quella del 1989 di Kössen), mentre il primo campionato del mondo di acrobazia si è tenuto nell'agosto del 2006 a Villeneuve.

## Attrezzatura

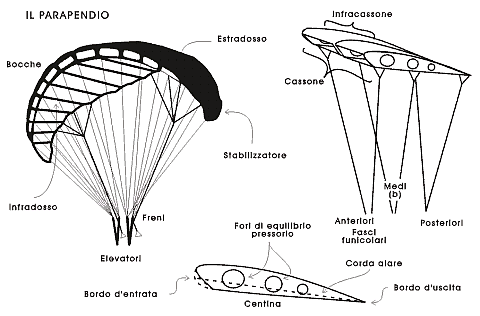
Struttura dettagliata di un parapendio

L'attrezzatura necessaria al volo è composta da un'ala (generalmente chiamata vela dai parapendisti), alla quale è sospesa la selletta del pilota tramite un sistema di fasci funicolari. I fasci funicolari terminano sugli elevatori che rappresentano anche il punto di congiunzione tra la vela e l'imbrago all'interno del quale è seduto il pilota.
Il pilota controlla il volo tramite due comandi, i freni aerodinamici. Tutte le vele sono dotate di un dispositivo di accelerazione da controllare con i piedi, detto comunemente acceleratore o speed che, variando l'angolo di attacco, consente una migliore performance di velocità o efficienza a seconda della regolazione e comunque in base alle condizioni aerologiche (es. migliore penetrazione del profilo dell'ala rispetto all'aria nel caso in cui vi sia la necessità di avanzamento più rapido con vento (contrario) forte).
Agendo sulla pedalina (anche detta speed bar) si va a variare l'incidenza dell'ala. Tale variazione comporta un aumento della velocità. Curiosamente in Italia non è obbligatorio per legge il paracadute d'emergenza. Nonostante non ve ne sia l'obbligo, questo è comunque adottato dalla totalità dei praticanti ed è normalmente integrato nella selletta. Si tratta di un paracadute a calotta estraibile mediante una maniglia di estrazione.

### L'ala
L'ala del parapendio, fabbricata in tessuto particolarmente resistente e professionale, non è rigida e la forma è mantenuta dalla pressione interna, creata dinamicamente dal flusso dell'aria sulle bocche anteriori dell'ala o vela, come viene comunemente chiamata dai praticanti.
La vela è costituita da una serie di cellule dette cassoni, che gonfiandosi d'aria mantengono gonfia la struttura dell'ala. Sono separati gli uni dagli altri da centine che collegano la parte superiore dell'ala (estradosso) da quella inferiore (intradosso). Le centine sono, nella maggior parte dei casi, traforate per permettere la circolazione dell'aria all'interno della vela ottenendo così un gonfiaggio ed un comportamento in volo il più uniforme possibile. Si può immaginare la vela divisa in due metà, dette semiali destra e sinistra.
La parte superiore dell'ala è chiamata estradosso, la parte inferiore intradosso.
Negli ultimi anni sono stati commercializzati modelli mono-superficie, cioè privi di intradosso. Su questi modelli, il fascio funicolare è agganciato direttamente alle centine, l'intradosso è del tutto assente e l'ala è mantenuta in forma dalla pressione aerodinamica. Questi modelli risultano essere marcatamente più leggeri e più dinamici, venendo a mancare l'inerzia dovuta al peso dell'aria intrappolata all'interno dell'ala di un parapendio tradizionale.
|  | 1. Estradosso 2. Intradosso 3. Centine 4. Centine diagonali 5. Fascio superiore 6. Fascio intermedio 7. Fascio inferiore 8. Bretella |

### Fascio funicolare

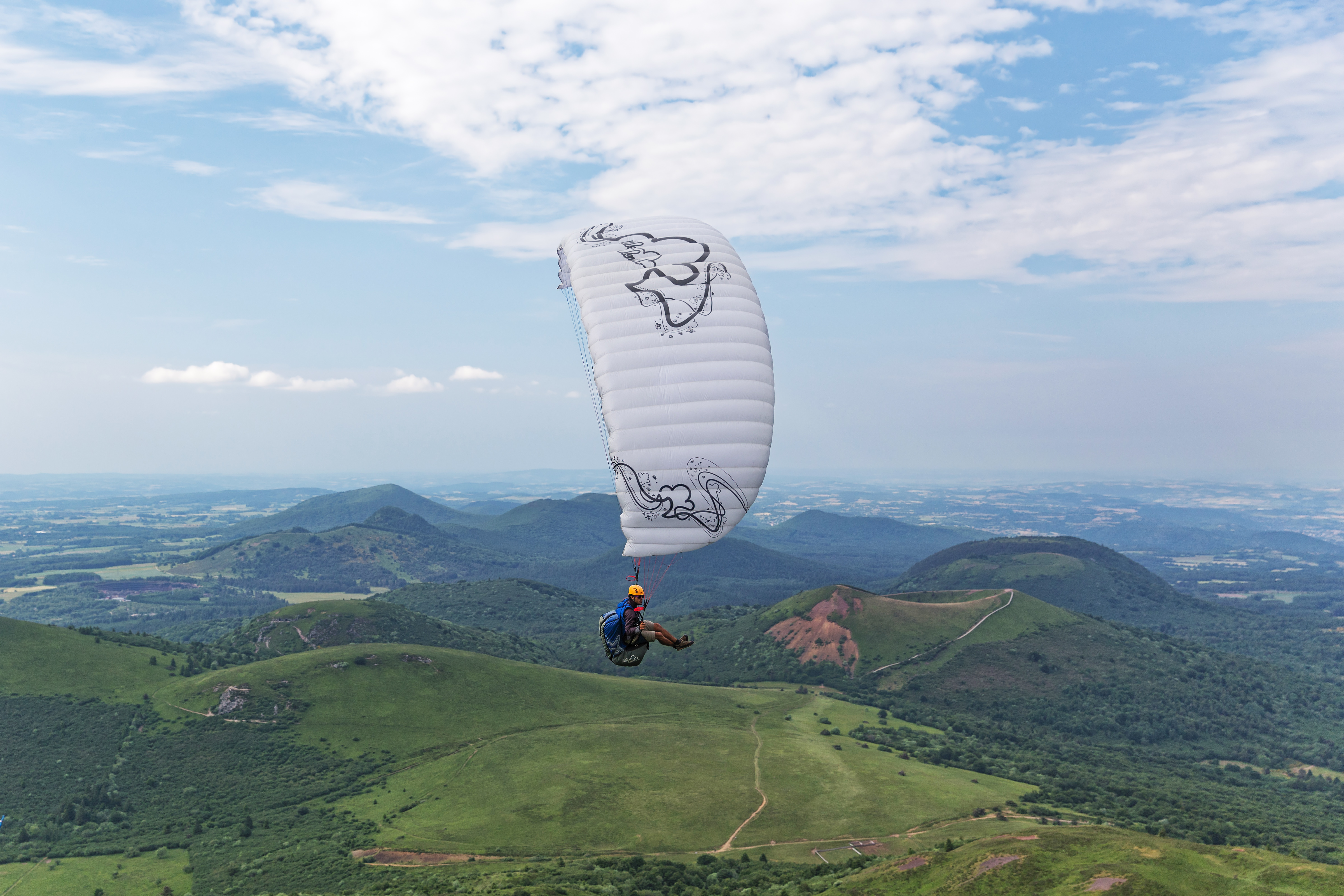
Parapendio sul Puy de Dôme, in Francia.

Ogni semiala è collegata all'imbrago (selletta di pilotaggio) tramite un fascio di cavi o "cordini" realizzati in materiali estremamente resistenti e non allungabili quali il kevlar pre-stirato e l'Aramide. Ognuno dei due fasci funicolari termina con un'asola rinforzata per il collegamento alla selletta tramite un moschettone.
Il fascio posteriore, collegato al bordo d'uscita, è dotato anche di due maniglie (i freni) e viene utilizzato per il controllo della vela.
Ogni filo del fascio funicolare può sostenere da solo, se integro, un peso dagli 80 ai 200 kg prima di rompersi, quindi l'intero fascio funicolare può sostenere facilmente un peso superiore alla tonnellata. È uso comune designare i vari cordini del fascio funicolare con una lettera a seconda della loro posizione. I cordini frontali sono le bretelle A, quelle successive le B e così via.
Una vela ha generalmente dalle 2 alle 5 bretelle, ognuna con dai 2 ai 5 cordini. Le vele con maggiori prestazioni utilizzano un numero minimo di cordini, per minimizzare la resistenza di forma. Il dispositivo di accelerazione SPEED agisce direttamente sulle bretelle A e B tirandole verso il basso.

### Comandi (o freni)
I comandi (più frequentemente chiamati freni) permettono il controllo della direzione del volo del parapendio e della sua velocità. 
Ognuno dei due freni è collegato al bordo d'uscita della sua semiala. Trazionando il freno si rallenta la semiala corrispondente, quindi l'avanzamento inerziale del pilota, il suo peso, che seguita ad avanzare, innesca un moto centrifugo che fa sì che il parapendio ruoti verso quella direzione. 
Trazionando simmetricamente i freni, il parapendio rallenta di una velocità proporzionale al trazionamento. Si noti che trazionando troppo e troppo a lungo un freno è possibile portare il parapendio in condizione di stallo.
A questi due comandi si aggiunge la pedalina dello SPEED descritta nei successivi paragrafi.

### Selletta
Il pilota siede nella selletta a cui vengono agganciati tramite moschettoni i due cavi funicolari, ed è legato ad essa da due cosciali ed un pettorale. Anche il paracadute di emergenza è collegato alla selletta.
Il fondo della selletta è normalmente rigido ed imbottito, per assorbire eventuali urti dovuti ad un atterraggio troppo violento. 
La selletta è spesso dotata di numerose tasche per permettere al pilota di portare con sé in volo l'attrezzatura completa che altrimenti sarebbe costretto a lasciare in decollo.

### Acceleratore o SPEED
L'acceleratore è un dispositivo costituito da una barra trazionabile coi piedi collegato alle bretelle A del fascio funicolare. Permette di modificare l'incidenza dell'ala accorciando in modo differenziato le diverse linee funicolari. Diminuendo l'incidenza dell'ala si guadagna velocità, ma si rende il parapendio più sensibile alle turbolenze e si facilitano eventuali chiusure
|  |  |  | 1. Bretelle 2. Asola di collegamento alla selletta 3. Anello di collegamento dell'acceleratore 4. Cordino dell'acceleratore SPEED 5. Pulegge di rinvio 6. Cinghie di ridistribuzione della trazione 7. Cinghia di rinvio |

## Decollo

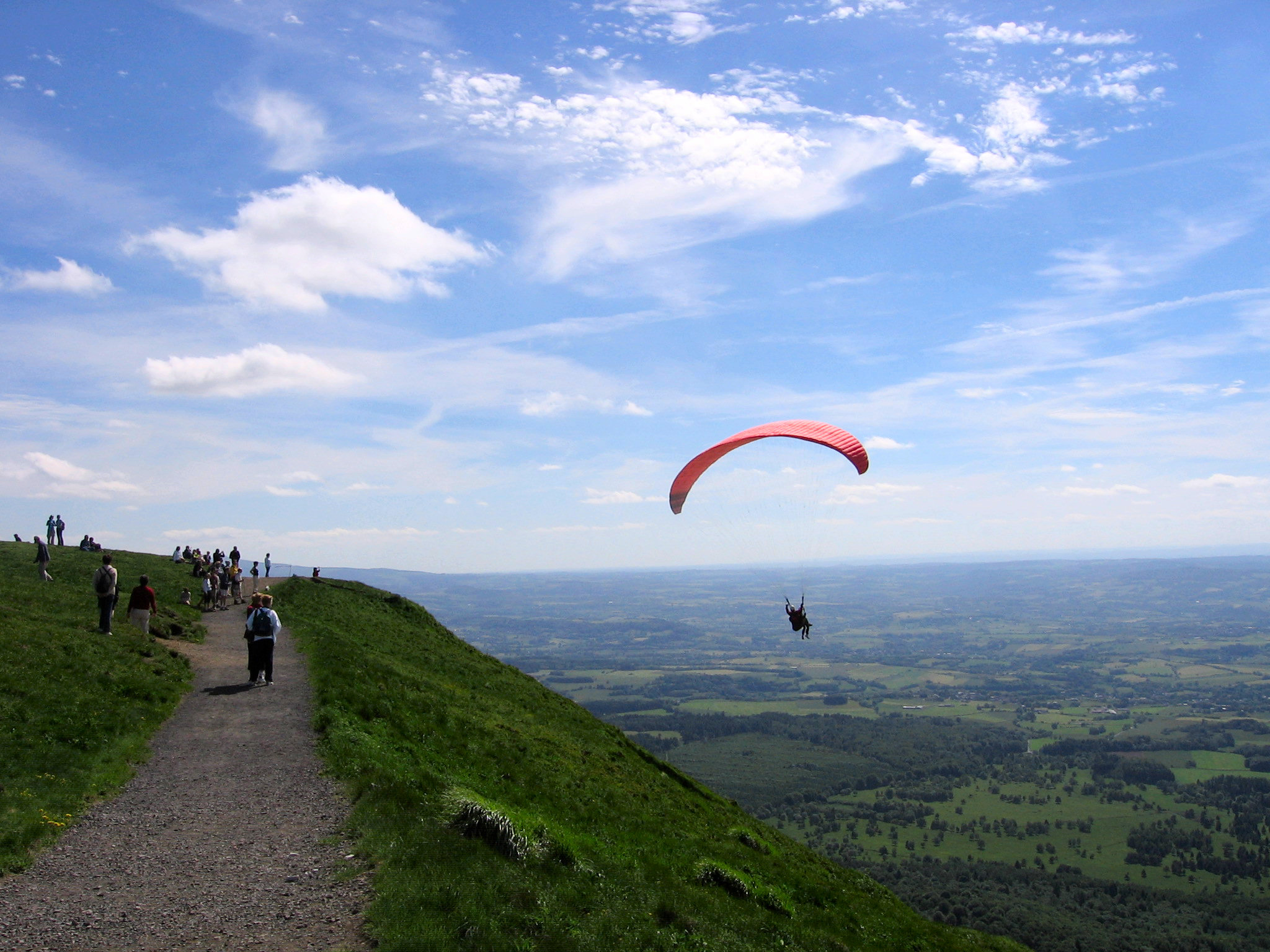
Decollo

Il decollo si effettua sempre da un pendio sufficientemente inclinato. Questo perché un parapendio ha una traiettoria di volo che punta sempre verso il basso, e se l'inclinazione del pendio è minore di quella della traiettoria di volo non sarà possibile staccarsi da terra. Vi sono due tecniche principali di decollo: dando le spalle alla vela (decollo all'Italiana) e decollo fronte vela (noto anche come decollo alla francese). È sempre fondamentale, qualsiasi tipo di decollo si effettui, osservare con cura le condizioni meteo e la loro evoluzione, in quanto è estremamente pericoloso decollare con un vento di intensità pari o superiore a 25 km/h o in prossimità di cumulonembi.

### La tecnica base di decollo

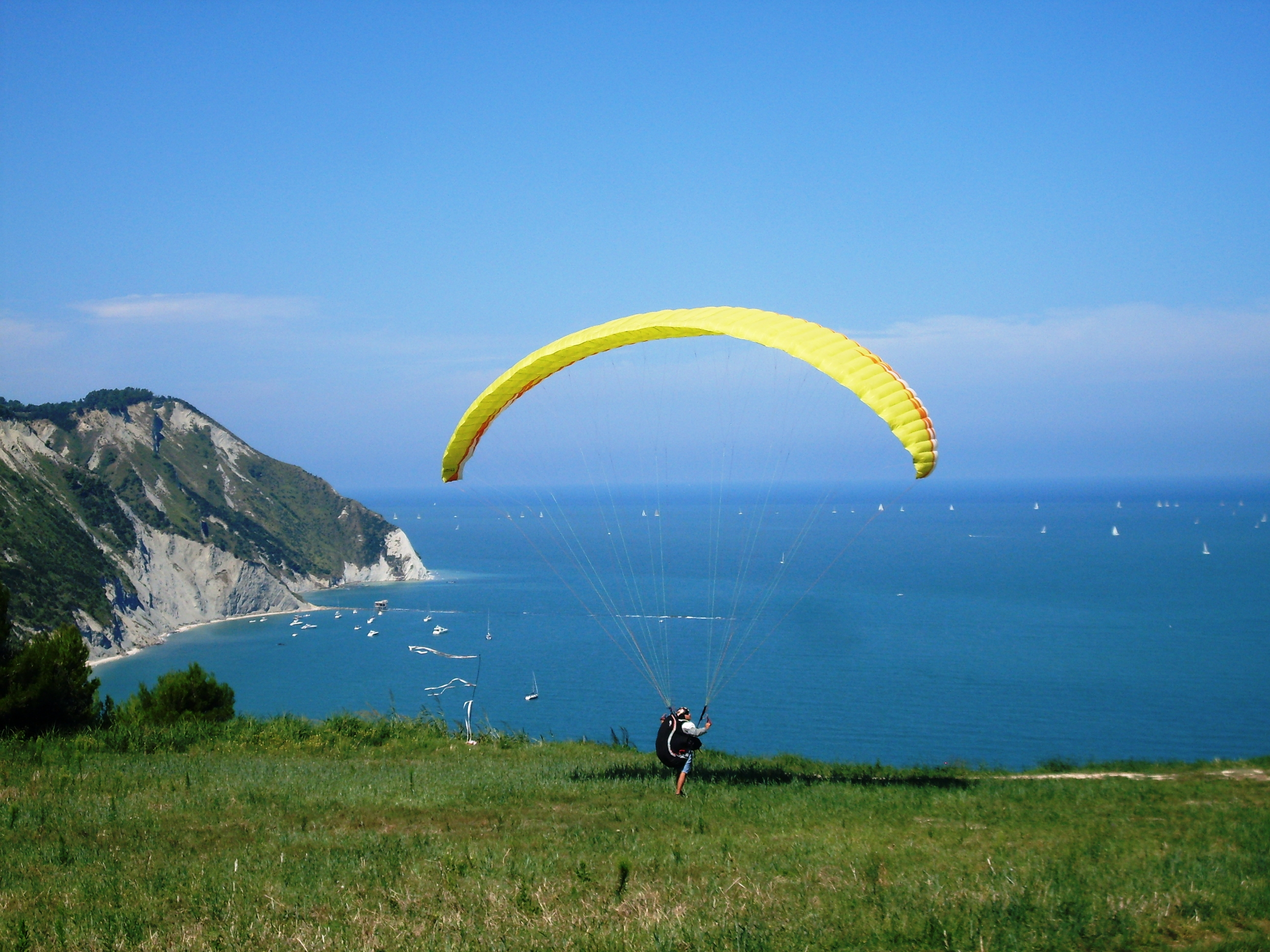
Parapendio pronto al decollo sulla rupe sopra Portonovo di Ancona.

Questa tecnica viene utilizzata quando il vento è debole o nullo. È il tipo di decollo più semplice e avviene di solito con il bordo verso l'alto. È comune tirare il centro della vela verso l'alto in modo che sia il primo a gonfiarsi, facilitando il decollo. 
- Il pilota aggancia la vela alla selletta e si lega ad essa tramite il pettorale.
- Prende con la mano destra il freno e la bretella di destra (collegata al bordo d'attacco), e con la mano sinistra prende il freno e bretella di sinistra.
- Il pilota avanza aumentando lentamente la velocità e contemporaneamente solleva le mani alzando il bordo d'attacco ed effettuando le eventuali correzioni necessarie. L'ala si gonfia d'aria, e tende a sollevarsi da terra. Quando l'ala si alza, il pilota rilascia le bretelle e aumenta la velocità per il distacco da terra. Questa fase è detta di gonfiaggio.
- Con l'ala gonfia sopra la testa, il pilota frena lievemente l'ala e rallenta la corsa per vedere se l'ala si apre correttamente controllando che non vi siano accavallamenti, nodi o parti di vela impigliate nei cordini (le cosiddette cravatte). Il pilota controlla che il decollo avvenga correttamente.
- Se questo controllo è andato bene, il pilota inizia a correre ed aumenta la velocità fino al distacco da terra. La posizione del pilota fa sì che egli si sbilanci molto in avanti, con le braccia tese dietro e le mani in posizione più alta possibile per evitare di frenare la vela. È importante non abbandonare la posizione di corsa fino al distacco da terra e rimanere sempre pronti a riprendere la corsa fino a che non si è raggiunta una quota abbastanza elevata. Questa è la fase di decollo o distacco. È da notare che il parapendio consente di interrompere il decollo senza particolari rischi, a differenza di quanto avviene nel deltaplano.
- Una volta raggiunta una quota di sicurezza sufficiente ed una sufficiente distanza dal pendio, il pilota si siede in modo confortevole nella selletta aiutandosi con le mani o con il poggiapiedi. È importante non sbilanciarsi e non cambiare posizione per evitare di cadere.

### Decollo fronte vela o alla francese

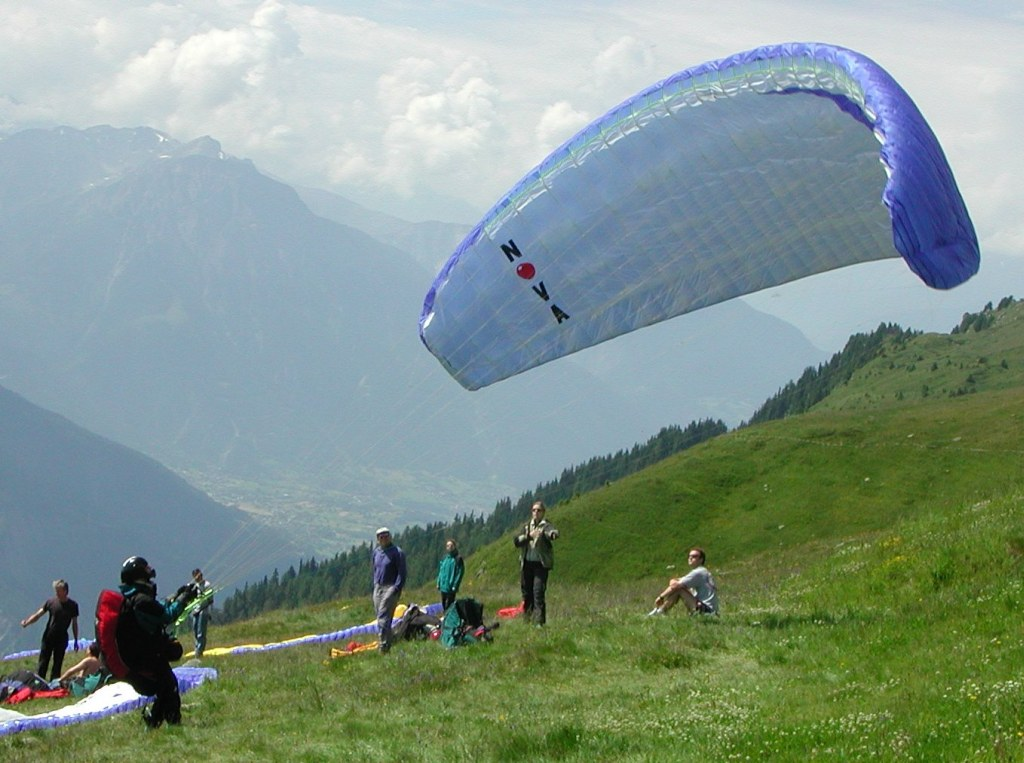
Decollo fronte vela

Il decollo fronte vela viene di solito effettuato in condizioni di vento sostenuto, e pur essendo lievemente più complesso del decollo con rincorsa per la maggiore capacità di controllo necessaria è il tipo di decollo più utilizzato.
Dopo aver disposto la vela, controllato ed agganciato i fasci funicolari ed essersi agganciati all'imbrago come nel decollo con rincorsa, il pilota si volta verso la vela ed afferra i fasci incrociandoli. Lasciando che la sola briglia "A" del fascio della semiala destra venga comandato dalla mano sinistra e la sola briglia "A" del fascio della semiala sinistra venga comandato dalla mano destra. I freni delle relative semiali restano nella mano originaria. Ci si trova, quindi, ad avere i comandi parzialmente invertiti ma pronti e correttamente disposti per prendere il volo una volta ruotati per la breve rincorsa prima di spiccare il volo.
Una volta impugnati freni ed elevatori, il pilota indietreggia e solleva la vela, che si gonfia investita dal vento relativo. Durante il gonfiaggio si controllano i movimenti della vela con i freni e si controlla il corretto dispiegamento del fascio funicolare.
Quando la vela sia giunta sopra la testa, si può procedere con la rincorsa ed il distacco dal suolo come nel decollo con rincorsa, ovviamente non prima di essersi girati in avanti.
In presenza di un vento regolare e di moderata intensità è possibile mantenere la vela sopra la propria testa senza passare alla rincorsa ed al successivo distacco. Si tratta di un ottimo esercizio per acquisire la sensibilità necessaria al volo.

## Atterraggio

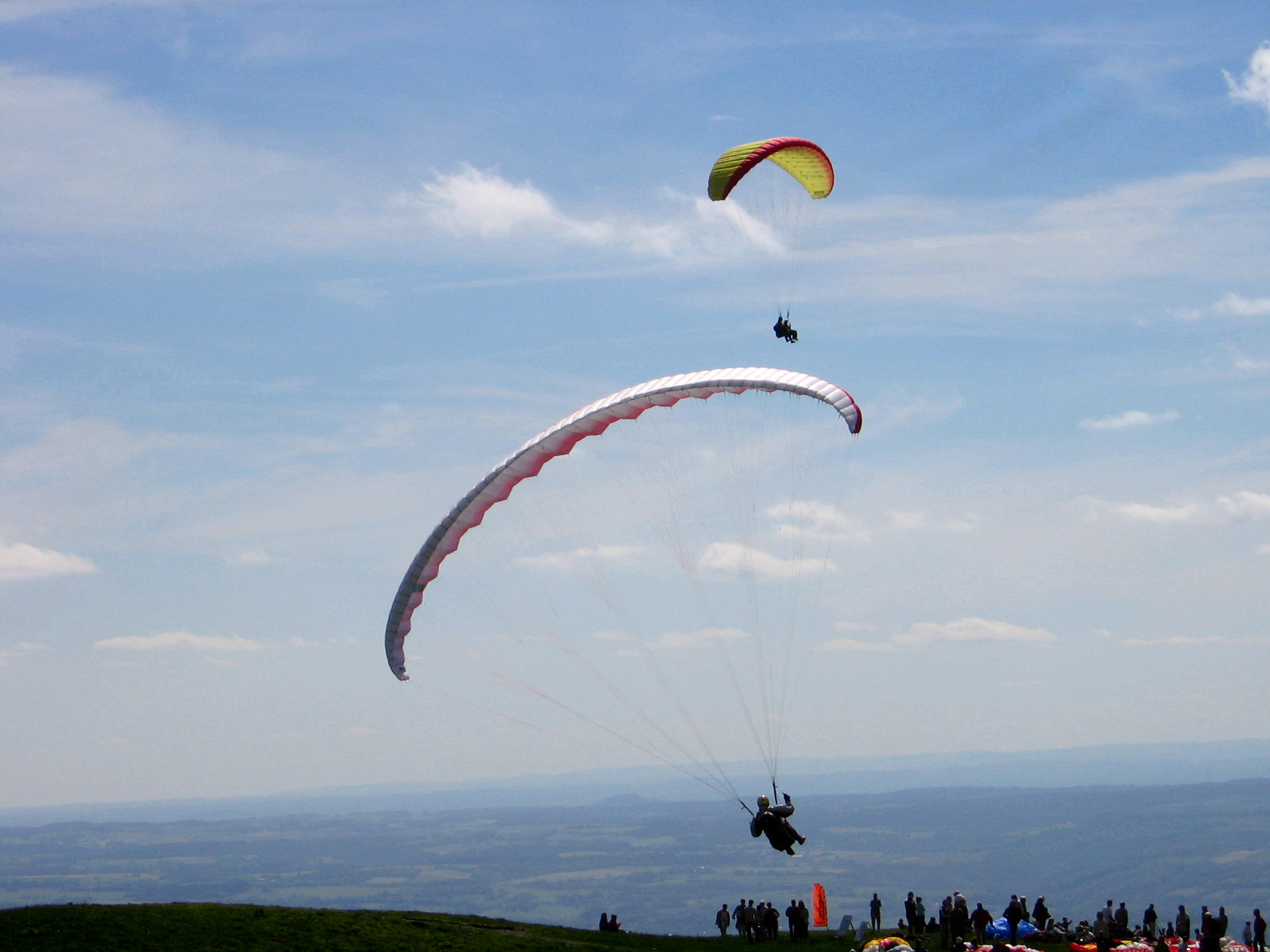
Atterraggio

La fase di atterraggio è, insieme al quella di decollo, particolarmente critica per la vicinanza al terreno. 
Sebbene l'atterraggio in parapendio non sia particolarmente complesso, vista la bassa velocità di volo ed il piccolo spazio che è necessario ad atterrare, è necessario prestare ad esso particolare cura. Prima di decollare è innanzitutto essenziale conoscere il luogo d'atterraggio e le sue caratteristiche.
Fa eccezione in questo, per ovvi motivi, il volo in distanza, che però è fortemente sconsigliato a piloti privi di esperienza.

### Fase di avvicinamento

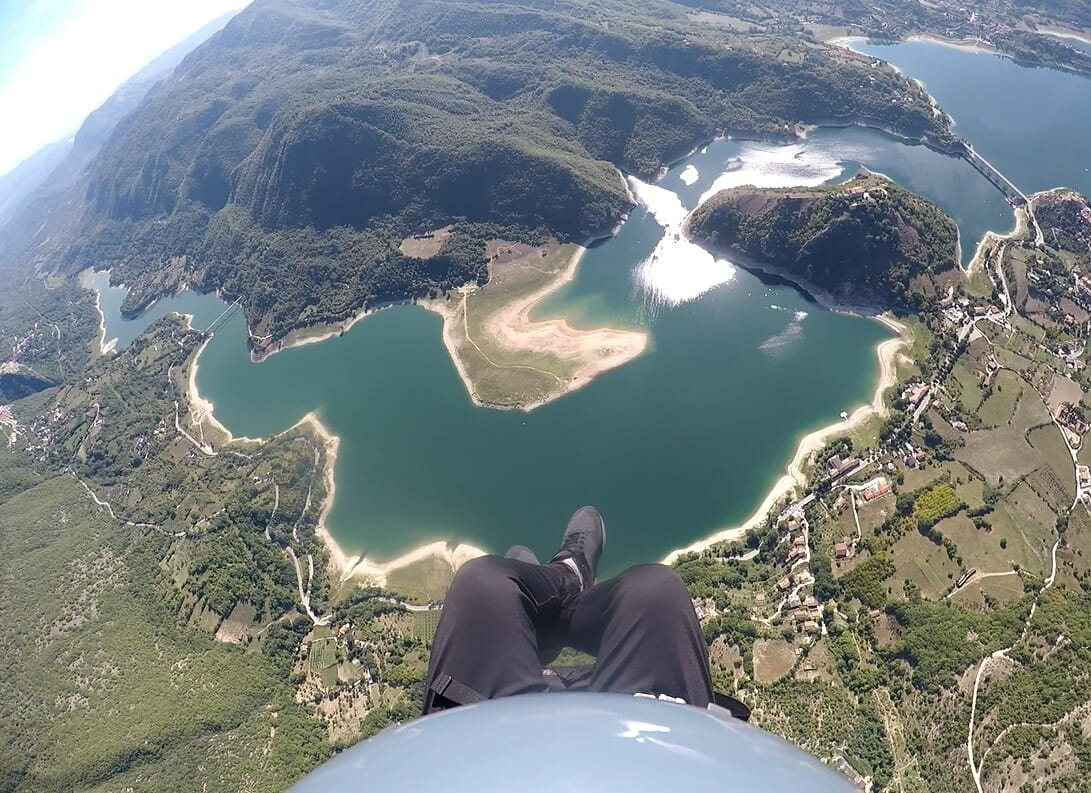
Veduta del lago del Turano e di monte Antuni da un parapendio

La prima fase dell'atterraggio è l'approccio o avvicinamento. La manovra d'avvicinamento inizia ad una quota che dipende dalle caratteristiche del terreno e dalle condizioni meteorologiche quali il vento e le correnti ascendenti o discendenti. L'obiettivo della manovra d'approccio è arrivare in atterraggio con una quota che permetta di toccare il suolo nel punto desiderato ed un vento frontale.
È molto pericoloso atterrare con il vento alle spalle: si rischia di raggiungere il suolo ad una velocità eccessiva, in quanto alla velocità di volo normale si somma la velocità del vento. È infatti importante tenere presente che il parapendio non ha nulla di paragonabile ad un carrello di atterraggio, poiché le gambe del pilota svolgono questa funzione.
Risulta quindi fondamentale che la velocità rispetto al suolo al momento dell'atterraggio sia compatibile con la velocità di corsa del pilota (un uomo difficilmente corre oltre i 25 km/h se privo di un intenso allenamento specifico).
Le due tecniche di pilotaggio generalmente insegnate durante i corsi ed adottate nella maggior parte dei casi sono:
- Atterraggio con attacco a 8
- Atterraggio con attacco a C

#### Atterraggio con attacco ad 8
L'atterraggio con attacco ad 8 è il più una traiettoria perpendicolare alla direzione del campo di atterraggio. Superato il bordo del campo, effettua una virata di più di 180 gradi in direzione dell'atterraggio ed effettua un secondo passaggio.
I passaggi vengono ripetuti fino a raggiungere una quota rispetto all'atterraggio tale da consentire di effettuare il finale. Il punto in cui smaltire la quota e la quota di ingresso nell'atterraggio dipendono dal vento:
- Se il vento è nullo, la quota viene smaltita sul confine dell'atterraggio, e la quota d'ingresso dipende solo dall'efficienza dell'ala con la quale si vola.
- All'aumentare del vento, è necessario smaltire la quota progressivamente più vicino al punto in cui si intende atterrare, ed effettuare un ingresso a quota progressivamente più bassa.

Se sfortunatamente ci si trova ad atterrare in condizioni di vento particolarmente sostenuto può capitare addirittura di dover smaltire oltre il punto di contatto in quanto l'esecuzione degli 8 può comportare un certo arretramento nel momento in cui ci si trova con il vento al traverso.

#### Atterraggio con attacco a C
L'atterraggio con attacco a C è un tipo di atterraggio che richiede una maggior capacità di valutazione delle caratteristiche del proprio mezzo e delle condizioni meteo presenti. Lo smaltimento di quota avviene fuori dall'atterraggio e sopravento ad esso, effettuando virate di 360 gradi su di un punto preciso di riferimento. Raggiunta una quota sufficientemente bassa, il pilota raggiunge l'atterraggio (volando col vento alle spalle) e si pone controvento con una virata a U. Il finale viene effettuato normalmente.
Nonostante la maggior complessità di esecuzione, l'atterraggio a C presenta diversi vantaggi che lo rendono la scelta più raccomandabile e a volte l'unica praticabile. Consente infatti di atterrare effettuando meno manovre, e permette una migliore gestione del vento limitando gli effetti dello scarroccio laterale. Permette inoltre a più piloti contemporaneamente di smaltire quota senza creare situazioni congestionate sul lato sopravento del campo, e soprattutto non crea ostacoli a mezzi più veloci, come i deltaplani.
È tra l'altro la manovra preferita e prescritta in tutti gli aeroporti dove occorre gestire un certo quantitativo di traffico di aeromobili.

### Finale
La fase conclusiva dell'atterraggio (chiamata, per questo, finale), si svolge sul campo di atterraggio con vento frontale. È ancora possibile smaltire quota effettuando delle virate ad S, ma è importante che il contatto col suolo avvenga con la vela orientata controvento. Il pilota arriva alla massima velocità possibile per evitare un pericoloso stallo in caso di gradiente di vento e, giunto ad un paio di metri dal suolo, frena progressivamente la vela per giungere allo stallo quando i suoi piedi sono già a contatto col suolo. La frenata deve iniziare prima se l'atterraggio è in salita, e deve essere ritardata se l'atterraggio è in discesa.
A differenza del deltaplano o dell'aliante, il parapendio risente dell'effetto suolo solo in maniera minima, in quanto all'atterraggio la vela si trova ancora a molti metri dal terreno.

## Altre tecniche
Tutte le manovre elencate di seguito possono risultare pericolose se non effettuate correttamente, in condizioni di sicurezza e con un'adeguata riserva di quota.

### 360
Come indica il nome, si tratta di far compiere alla vela una rotazione completa. È una manovra molto semplice, ma che richiede al pilota un buon controllo del peso, della traiettoria e della velocità.
Se eseguito troppo lentamente, un 360 può portare ad uno stallo di semiala sulla semiala interna. Una serie di 360 stretti consecutivi prendono il nome di spirale stretta, una manovra di non semplice gestione per lo stress fisico che comporta e l'elevata velocità raggiunta. Innescare una spirale stretta troppo vicino al suolo comporta un rischio potenzialmente mortale. Il volo in termica si svolge effettuando una serie di 360 in una corrente ascensionale.

### Orecchie
Si tratta di una manovra base, insegnata anche agli allievi durante il corso base, e consiste in una chiusura parziale del bordo d'attacco. Viene utilizzata principalmente per uscire da situazioni potenzialmente pericolose quali turbolenze o forti ascendenze in base nube. Si effettua principalmente in due varianti:
- Piccole orecchie o semplicemente orecchie: tirando gradualmente i due cordini esterni del fascio A (il fascio frontale) le estremità esterne della vela si ripiegano su sé stesse. La superficie alare diminuisce ed aumenta il carico alare. La velocità di caduta aumenta, e la vela risulta più stabile alle turbolenze. Molte vele hanno il fascio A sdoppiato per facilitare l'esecuzione di questa manovra.
- Grandi orecchie: la manovra è analoga alle orecchie semplici, ma la chiusura viene fatta trazionando il 50% circa dei cordini, ottenendo una maggior riduzione della superficie alare e tassi di caduta proporzionalmente maggiori. Il parapendio risulta più difficile da pilotare.

Per uscire dalla manovra è generalmente sufficiente rilasciare i cordini trazionati, in quanto la pressione interna dell'ala basta a riaprirla. Se l'apertura non avvenisse in maniera spontanea, la si può sollecitare dando un colpo di freno dalla parte chiusa.
Durante tutta la manovra i freni non vengono utilizzati, in quanto le mani sono impegnate a trazionare i cordini, ed il pilotaggio viene effettuato spostando il peso. È possibile, ed in condizioni meteo avverse è persino consigliabile, effettuare tutta la manovra d'atterraggio con le orecchie tirate.

### Wingover
Il termine Wingover, pur essendo inglese, è comunemente utilizzato al posto dell'equivalente italiano inversioni di rollio, ed i due termini sono considerati equivalenti.
I Wingover fanno parte del corso base. Si tratta di una manovra di sensibile perdita di quota se usata correttamente la cui esecuzione però richiede una discreta tecnica di pilotaggio, quindi viene considerata un buon esercizio ( è la manovra base per le figure acrobazia del parapendio). Non pochi piloti inoltre effettuano Wingover per puro divertimento.
I Wingover consistono in pendolamenti controllati dell'ala. Si inizia effettuando una virata ed accentuando, tramite l'uso del peso e dei freni, il pendolamento. È essenziale che le virate successive alla prima siano effettuate secondo il giusto ritmo per aumentare gradualmente l'intensità del rollio.
Come tutte le manovre, è importante effettuare i Wingover con una buona riserva di quota ed una congrua distanza da eventuali ostacoli, in quanto un controllo errato dei comandi porterebbe ad una diminuzione della portanza sulla semiala esterna che tenderà quindi a provocare una chiusura asimmetrica con possibile e repentina perdita di una notevole quota. Per questo motivo è importante tenere il comando esterno leggermente "pizzicato" durante l'inclinazione della vela in virata e avventurarsi in questa manovra solo con una buona dose di velocità relativa (e non assoluta). Questo vuol dire che effettuare un wing over a favore di vento è da evitare assolutamente. Altresì è da evitare questa manovra in condizioni di vento frontale eccessivo perché le pendolate verrebbero amplificate nell'esecuzione in modo inaspettato e, a volte, eccessivo.

### Stallo di B
Come suggerisce il nome, si tratta di una manovra per ridurre drasticamente l'efficienza dell'ala e perdere quindi quota più rapidamente.
Si effettua afferrando le bretelle B e tirandole gradualmente verso il basso. Ciò causa una degradazione del profilo alare e una perdita di portanza. Il tasso di caduta aumenta fortemente, mentre la velocità orizzontale si riduce fino anche ad azzerarsi.
Per uscire dalla manovra si rilasciano velocemente le bretelle B fino a che l'ala non riprende il suo comportamento di volo normale. In caso di rilascio troppo lento può succedere, soprattutto con vele molto porose, che l'ala resti in stallo paracadutale. Lo si può notare dal notevole tasso di caduta e dalla velocità orizzontale nulla. Per uscire da questa condizione è sufficiente premere sulle bretelle A, senza tirarle. In questo modo la vela picchierà leggermente riprendendo quindi il volo.

## Il volo

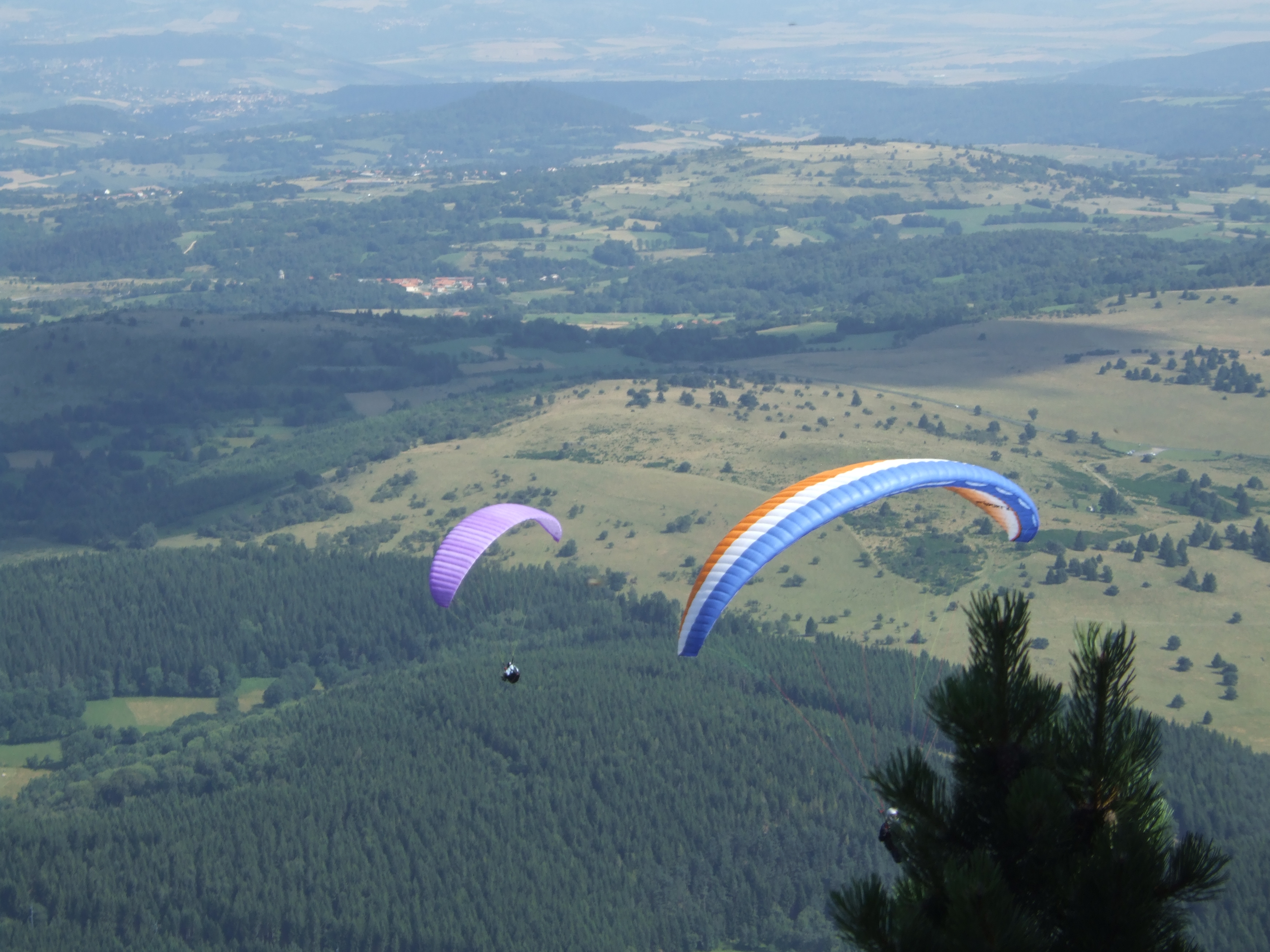
Parapendio in volo attorno al Puy de Dôme.

Il parapendio, come tutti i mezzi volanti con o senza motore, necessita di una forza esterna per poter vincere la forza di resistenza e mantenere il moto. Durante la semplice planata in aria calma, l'ala spende quota scendendo su di un piano inclinato e questo le permette di utilizzare una componente della forza peso, forza esterna appunto, come forza propulsiva in direzione uguale e contraria a quella della resistenza. Per poter prolungare il piacere del volo, il pilota deve imparare a sfruttare le correnti ascensionali presenti in natura, altrimenti è costretto a scendere solamente.
Il volo nelle correnti ascensionali si divide in due tipi, a seconda dell'origine della corrente ascensionale stessa. 
Il volo in termica sfrutta le correnti ascensionali generate dal riscaldamento delle masse d'aria. Il volo in dinamica utilizza invece le correnti ascensionali che si generano quando un vento meteorologico incontra un ostacolo opportunamente conformato.

### Pilotaggio

#### Velocità
Quando si parla di velocità di volo è sempre necessario specificare se la velocità è misurata rispetto al suolo o rispetto all'aria. 
Un parapendio ha infatti, rispetto all'aria una velocità massima ed un tasso di caduta minimo che dipendono solo dalle sue caratteristiche costruttive. La situazione può essere molto differente quando si effettuino misurazioni rispetto al suolo.
Se ad esempio un parapendio sta volando a 30 km/h in aria immobile, la sua velocità rispetto al suolo sarà sempre 30 km/h. Se fosse presente un vento a favore (proveniente cioè alle spalle del pilota) di 10 km/h, la velocità rispetto al suolo sarebbe di 40 km/h (30+10). Allo stesso modo, con un vento contrario di 10 km/h il parapendio volerà rispetto al suolo a 20 km/h.
La velocità di volo rispetto all'aria può essere controllata agendo sui freni e sull'acceleratore. In particolare:
- Rilasciando completamente i freni, il parapendio vola alla massima velocità rispetto all'aria.
- La posizione di volo normale prevede i freni all'altezza delle spalle. In questo modo l'efficienza della vela è massima ed il tasso di caduta si riduce. È la condizione che permette il miglior compromesso tra velocità ed efficienza.
- Frenando ulteriormente, si raggiunge il minimo tasso di caduta. In questo momento la velocità verticale rispetto all'aria è minima.
- Rallentando ancora il tasso di caduta torna ad aumentare e la velocità continua a diminuire. Se si frena troppo si rischia di portare la vela in stallo. Una vela in stallo perde portanza e cade in avanti per riguadagnare velocità, ed il pilota sperimenta una caduta libera. È una situazione rischiosa: la vela è in grado di ristabilizzarsi autonomamente, ma ciò causa una perdita di quota che può essere notevole. Uno stallo vicino al suolo è potenzialmente mortale nonostante venga considerata la migliore manovra per risolvere molti problemi legati a situazioni inusuali.

#### Virata
Il comportamento di un parapendio in virata dipende da due elementi: il trazionamento dei freni e lo spostamento del peso del pilota.
Come si è già visto, trazionando i freni in modo asimmetrico si ottiene la virata del parapendio: trazionando il freno destro, il parapendio vira verso destra, mentre trazionando il freno sinistro, il parapendio vira verso sinistra.
Durante una virata effettuata coi soli freni il peso del pilota tende a far inclinare il parapendio, in quanto il pilota pesa molto di più dell'ala e viene spostato verso l'esterno dalla forza centrifuga. Questo movimento, detto rollio, riduce la superficie proiettata della vela, e quindi le fa perdere efficienza.
Durante una virata quindi la vela perde quota in maniera proporzionale alla velocità della virata stessa: una virata stretta e quindi veloce farà perdere quota in maniera maggiore rispetto ad una virata più larga.
Per questo stesso motivo durante le virate il freno esterno (cioè quello che non è trazionato) viene di solito tenuto in posizione di massima velocità: vista la perdita di portanza, durante una virata stretta si rischierebbe di rallentare eccessivamente la semiala frenata, generando uno stallo asimmetrico dell'ala.
Il peso del pilota è un fattore importante nelle virate; spostando il peso è possibile far virare la vela anche senza trazionare i freni. Analogamente, spostando adeguatamente il peso è possibile modificare sostanzialmente il comportamento della vela in virata.

### Volo in termica

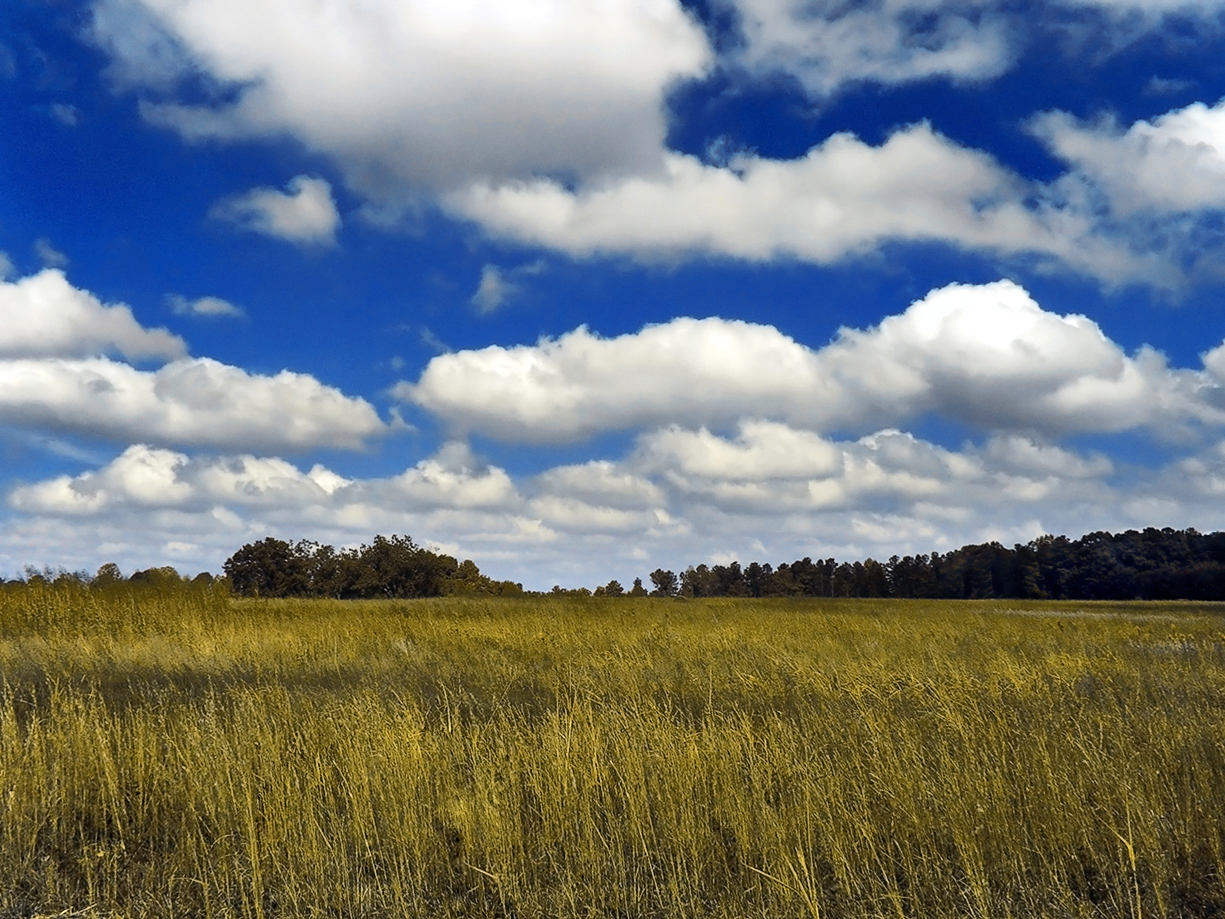
Buon tempo per volare: cumuli ben formati con basi più scure suggeriscono termiche attive e venti leggeri.

Il volo termico consiste nello sfruttare le correnti ascensionali per guadagnare quota. Le correnti termiche si formano quando una massa di aria viene a contatto con una superficie calda (non è il Sole a scaldare direttamente l'aria, ma la superficie calda a riscaldare l'aria per convezione) e si scalda più di quella circostante.
In base al Principio di Archimede, una massa d'aria più calda e quindi meno densa tende a sollevarsi rispetto a quella circostante con una velocità proporzionale alla differenza di temperatura. Un parapendio all'interno di una corrente termica, pur continuando a perdere quota rispetto all'aria al suo tasso di caduta normale, potrà guadagnare quota rispetto al suolo quando l'aria salga rispetto al suolo più di quando il parapendio scenda rispetto all'aria. Bisogna inoltre tenere presente che il ciclo termico forma essenzialmente delle celle convettive, e quindi ad una ascendenza è sempre associata una discendenza.
La corrente termica continuerà a salire fino a che la sua temperatura sarà superiore a quella dell'aria circostante. Una termica si raffredda ad una velocità di 1 °C ogni 100 metri (gradiente adiabatico secco), mentre la velocità di raffreddamento dell'aria circostante dipende dalle condizioni meteo della giornata. 
La variazione di temperatura con la quota prende il nome di gradiente termico verticale. Una giornata con gradiente termico verticale minore di 1 °C ogni 100 metri si definisce stabile, una giornata con gradiente termico verticale maggiore di 1° ogni 100 metri si definisce instabile.
In una giornata stabile le termiche raggiungeranno una certa quota, detta plafond, prima di fermarsi per l'esaurimento della spinta di galleggiamento. In una giornata instabile le termiche rimarranno sempre più calde dell'aria circostante, e teoricamente si fermeranno solo al raggiungimento della stratosfera.
Volare in una giornata instabile può essere estremamente rischioso, in quanto una termica può raggiungere velocità verticali di decine di metri al secondo sia in ascendenza che in discendenza.
Le colonne d'aria calda ascendenti danno origine, se sufficientemente umide, a nubi di tipo cumuliforme. Una termica che non dà origine ad una nube è generalmente detta termica blu.
Per sfruttare una termica il pilota di parapendio vi vola attraverso e effettua delle virate di 360 all'interno di essa. Per sfruttarla al meglio è necessario identificare la zona di massima ascendenza (detta cuore o core) e centrare su di essa le proprie virate.
Le termiche ascendenti e le discendenze possono essere anche molto intense e turbolente, fino a costituire un rischio per il volo. È compito del pilota valutare la condizione meteo e decidere se le proprie capacità sono sufficienti per poter gestire la situazione.

### Volo in dinamica
Il volo in dinamica, a cui ci si riferisce anche con il termine inglese di soaring, consiste nello sfruttare il vento di sollevamento orografico che si genera quando un vento incontra un ostacolo. 
Nella parte a sopravento dell'ostacolo si forma un movimento ascensionale di caratteristiche ed intensità dipendenti dalla forma dell'ostacolo, in quanto il vento tenderà a superarlo seguendo la linea di minore resistenza. Un parapendio che voli sul fianco a sopravento della montagna può quindi sfruttare questo fenomeno per prolungare il suo volo.
È pericoloso, invece, volare nella parte sottovento della montagna: il vento tende a formare vortici d'aria turbolenta di forma complessa, detti rotori. Volare con un parapendio all'interno di un rotore è estremamente pericoloso.

### Volo acrobatico
Il volo acrobatico è una disciplina che sta incrementando tra i giovani piloti e consiste nell'effettuare manovre mozzafiato come Sat, looping, stalli, elicotteri, thumbling, infinity thumbling e altro ancora, i parapendio sono molto più piccoli e progettati appositamente per eseguire correttamente e in sicurezza tutte le manovre, durante una manovra acro il pilota può raggiungere una accelerazione forte pari o superiore a 6-G.
In italia i piloti acro si incontrano periodicamente a Malcesine (VR) sul Lago di Garda per effettuare in sicurezza tutte le manovre, supervisionati da una squadra di recupero a bordo di uno o più gommoni. 
Negli ultimi 10 anni il numero degli acrobati in italia è salito da quattro o cinque ad oltre i cento affermati.

### Strumenti

#### Radio
Permette di mantenersi in contatto con gli altri piloti. Il suo uso è fondamentale durante la scuola per mantenere il contatto tra l'istruttore a terra e l'allievo in volo.
Ai fini del volo libero si utilizzano piccole radio portatili di tipo LPD, in quanto il loro minimo ingombro e la libertà di utilizzo (non necessitano infatti di patentino) le rendono molto pratiche.

#### Altimetro

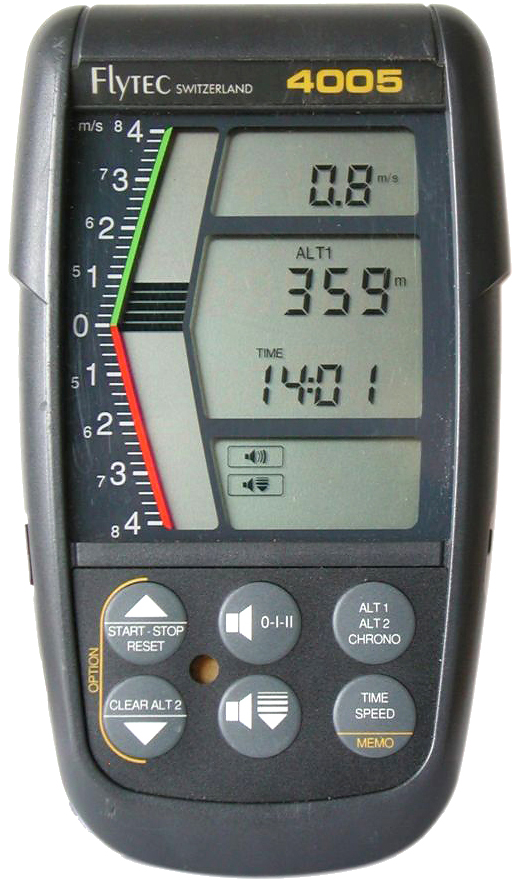
Variometro-altimetro

Indica, misurando le variazioni di pressione atmosferica, l'altitudine alla quale si trova il pilota. Molto spesso l'altimetro si trova integrato in strumenti più complessi quali il variometro o il GPS per una maggior praticità d'uso.

#### Variometro
Indica la velocità verticale. Risulta molto utile per la gestione del volo in termica, risultando di ausilio quando si tratta di riconoscere il core (cuore) delle termiche e per valutarne precisamente l'intensità. È anche utile per sfuggire a situazioni di pericolo generate da "discendenze" (zone di aria fredda in discesa).

#### GPS
Essenziale nelle competizioni, indica la posizione del pilota con elevata precisione. I GPS specifici per il volo sono in grado di memorizzare le traiettorie seguite, di guidare i piloti in volo tra vari punti prestabiliti e stabilire velocità e direzione del vento quantificando lo scarroccio.

## Sicurezza

### Sicurezza attiva
La sicurezza attiva consiste in tutte le azioni che il pilota deve mettere in atto in prima persona:
- Gestione dello stress del volo, limitando se necessario la durata dello stesso
- Buona conoscenza del sito di volo
- Buona conoscenza delle tecniche di decollo ed atterraggio
- Analisi delle condizioni meteorologiche
- Buona formazione
- Verifiche regolari sui materiali utilizzati

### Sicurezza passiva
La sicurezza passiva consiste in tutte le attrezzature ed i materiali che attengono alla sicurezza:
- Indossare un casco omologato per il VDS.
- L'utilizzo di scarpe adatte che proteggano il collo del piede.
- Utilizzare una selletta dotata di adeguate protezioni.
- Avere un paracadute d'emergenza correttamente montato.
- L'utilizzo corretto della radio.

### Pericoli

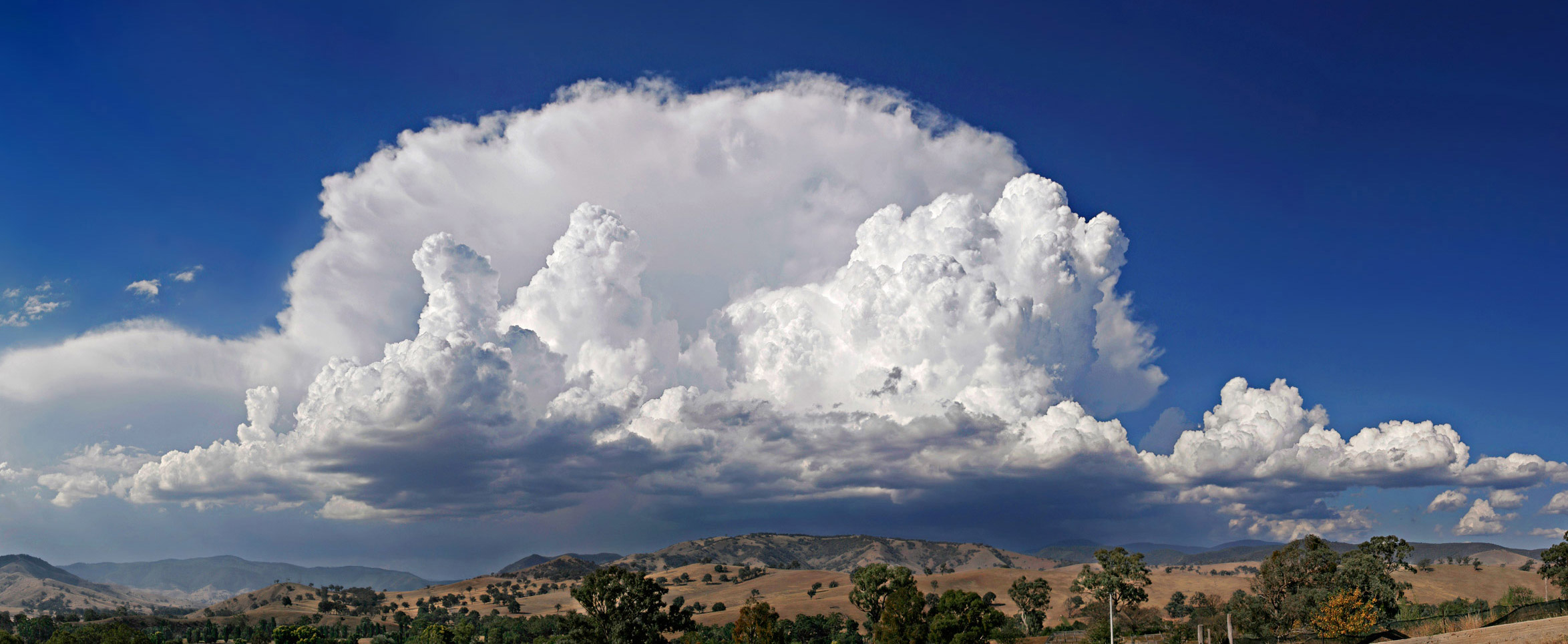
Cumulonimbus capillatus incus nel cielo australiano: un pericolo per il volo

Nonostante il parapendio sia un mezzo relativamente sicuro, esistono alcuni pericoli.
È comunque da tenere ben presente che tutti i pericoli vanno messi in relazione all'abilità del pilota: un pilota esperto può affrontare in relativa sicurezza situazioni che sono pericolose per un pilota inesperto.
Esistono comunque condizioni pericolose a prescindere dall'abilità del pilota, che dipendono dai limiti fisici del mezzo.
- Le turbolenze sono uno dei rischi maggiori. Provocano la deviazione del parapendio dalla traiettoria impostata, con il rischio di collisione con ostacoli o altri piloti. Inoltre possono provocare stalli e chiusure della vela, che rendono necessaria l'adozione di un pilotaggio attivo per mantenere l'ala in volo in condizioni di manovrabilità. È da osservare però che una correzione effettuata in maniera scorretta può anche peggiorare la situazione.
- È necessario conoscere e valutare la situazione meteorologica del sito di volo e la sua evoluzione durante la giornata. È particolarmente importante osservare il comportamento delle nubi convettive (cumuli), che danno indicazioni sull'evoluzione delle termiche. In particolare, il pericolo è dato dalle forti raffiche ascendenti e discendenti associate a violenti fenomeni termici.
- Le linee telefoniche, le linee elettriche ad alta e bassa tensione, le teleferiche sono un altro pericolo. Oltre ad essere oggetti intrinsecamente pericolosi (venire in contatto con una linea elettrica può uccidere il pilota in meno di un secondo), sono difficili da individuare in volo. Inoltre, un pilota che interrompa una linea elettrica o telefonica si troverà facilmente a pagare grandi multe e risarcimenti danni. Tuttavia in molte Nazioni è obbligatoria la polizza assicurativa per poter coprire eventuali danni.
- Sono possibili collisioni in volo con altri piloti. Per minimizzare questo rischio, esiste un regolamento che stabilisce le precedenze in volo, ma questo non elimina la necessità di una costante attenzione in volo.

Al contrario di quello che si potrebbe pensare, la sicurezza aumenta con la quota.
Infatti un incidente che a 1000 metri dal suolo risulta di semplice gestione può essere mortale se affrontato a poche decine di metri da terra, poiché ad elevate quote si ha la possibilità di aprire il paracadute di emergenza e concludere l'esperienza con un semplice atterraggio morbido.
Si tenga inoltre conto che a quote elevate non ci sono edifici e linee elettriche, mentre i picchi delle montagne sono facilmente visibili, rendendo assai più basso il rischio di un qualche genere di collisione.

### Configurazioni inusuali
Per configurazioni inusuali si intendono tutte le condizioni in cui il comportamento dell'ala subisce una drastica variazione per fattori esterni. 
È bene ricordare che tutte le vele omologate sono in grado di riprendere il normale assetto di volo autonomamente senza intervento del pilota, ma che facendo questo perderanno sicuramente una quota notevole.

#### Chiusure
Il parapendio non possiede una struttura rigida, e la sua forma è mantenuta solo dalla pressione interna generata dal vento relativo che investe la vela. È possibile che, in condizioni di turbolenza, la vela si afflosci, chiudendo il bordo d'attacco dell'ala.
Le più comuni tra le configurazioni di volo inusuali sono le cosiddette chiusure. 
Le estremità alari sono più soggette a chiusure che la parte centrale.
- Chiusura asimmetrica: si parla di chiusura asimmetrica quando una delle semiali si chiude mentre l'altra rimane aperta o si chiude in maniera diversa. La semiala rimasta aperta tende ad avanzare innescando una rotazione. Il pilota deve contrastare la rotazione spostando prontamente il peso del proprio corpo verso la semiala rimasta aperta. In questo modo l'ala procederà nella direzione di volo, ma se ciò non fosse sufficiente si interviene frenando delicatamente la semiala non collassata, con l'altro freno si traziona a intervalli l'ala chiusa fino alla riapertura. È essenziale non esagerare col freno per evitare di mandare in stallo la semiala ancora attiva.
- Chiusura frontale: una chiusura frontale avviene quando il bordo d'attacco collassa su sé stesso. L'ala perde completamente la forma e collassa in avanti. Il pilota deve dare la massima velocità alla vela per permettere la riapertura, e solo successivamente intervenire coi freni per controllare gli inevitabili pendolamenti. Si può innescare una chiusura frontale trazionando i cordini interni della bretella A
- Chiusura simmetrica: La manovra delle orecchie è essenzialmente una chiusura simmetrica innescata volontariamente.

#### Stalli

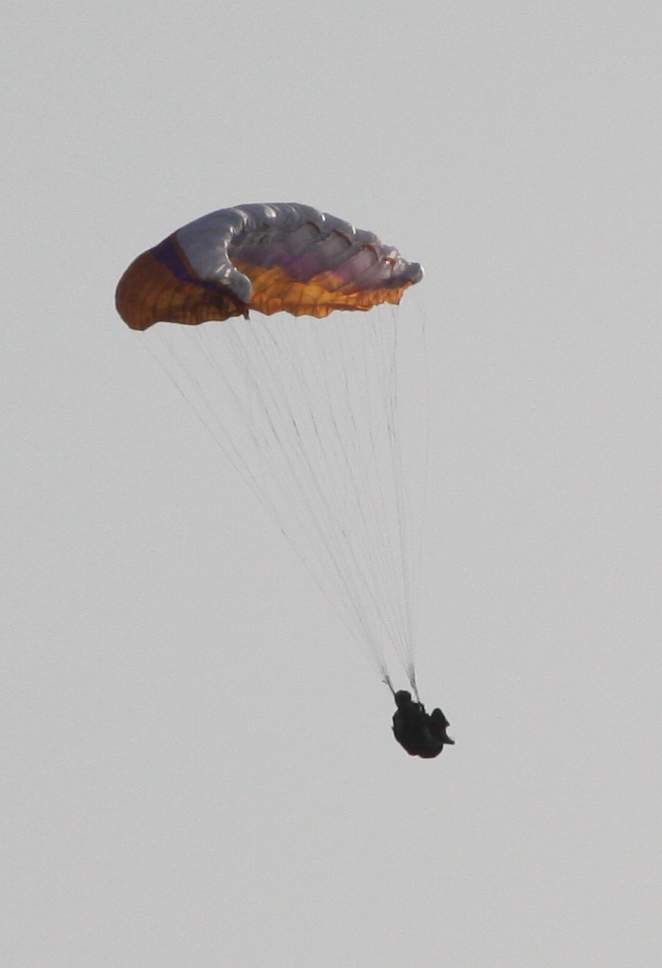
Parapendio in stallo

Si parla di stallo quando la vela perde portanza e non è più in grado di proseguire il volo.
Ciò può avvenire in due modi principali: 
- Stallo paracadutale: il parapendio entra in stallo paracadutale quando la sua velocità rispetto all'aria non è più sufficiente a generare portanza. Si può indurre uno stallo frenando completamente e simmetricamente la vela fino alla sua entrata in stallo. La vela a quel punto perde portanza e quindi aumenta considerevolmente il tasso di caduta. La velocità orizzontale a quel punto è pressoché nulla mentre la velocità verticale è superiore a 5 m/s. Trazionando l'acceleratore la vela può tornare a volare.
- Stallo in velocità: quando l'incidenza dell'aria rispetto al vento relativo supera un certo valore critico, si verifica il distacco dei filetti fluidi dalla superficie dell'ala. Questa perde portanza ed entra in stallo.

## Galleria d'immagini

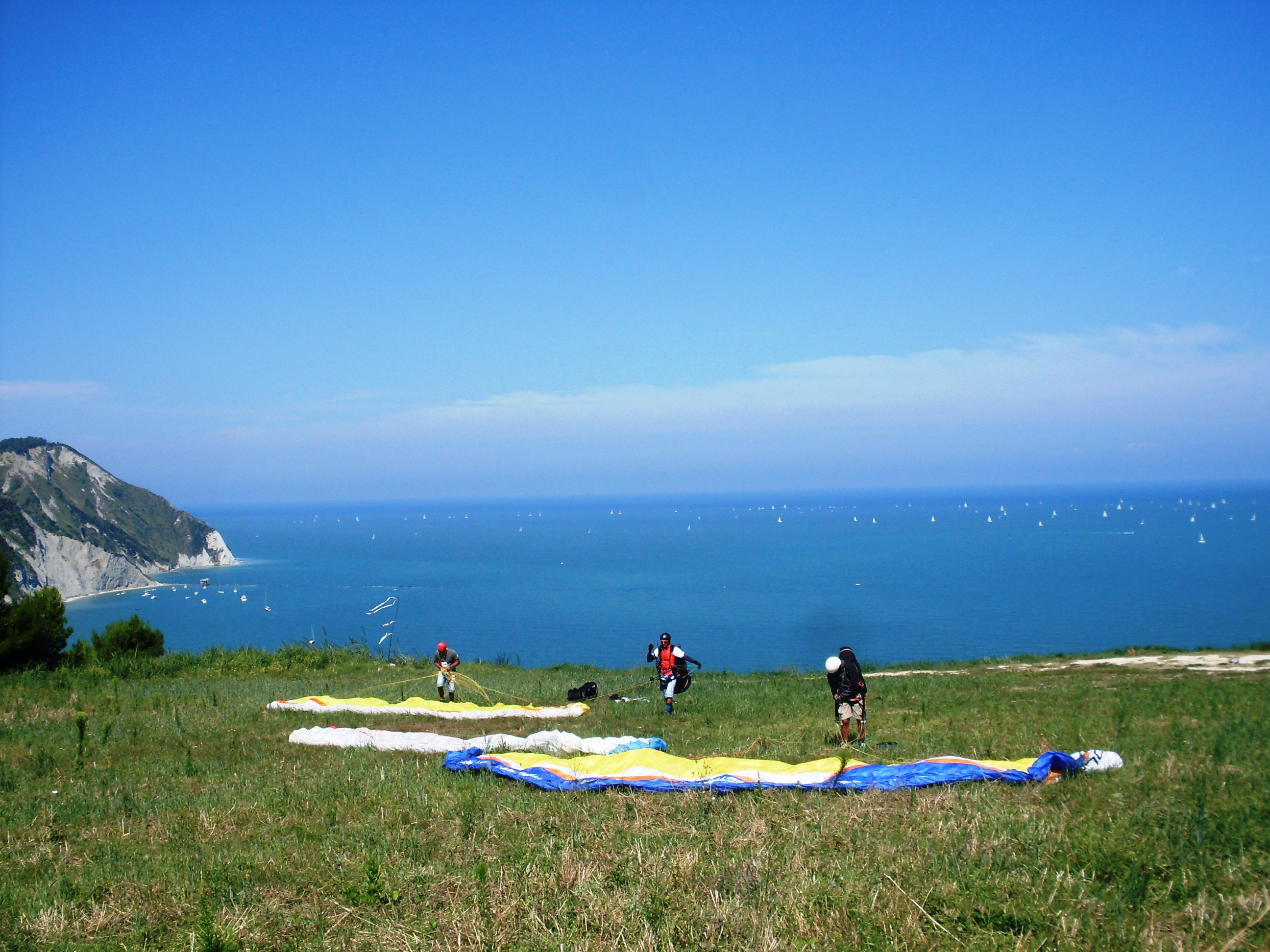
Parapendio preparazione al volo Portonovo (AN)
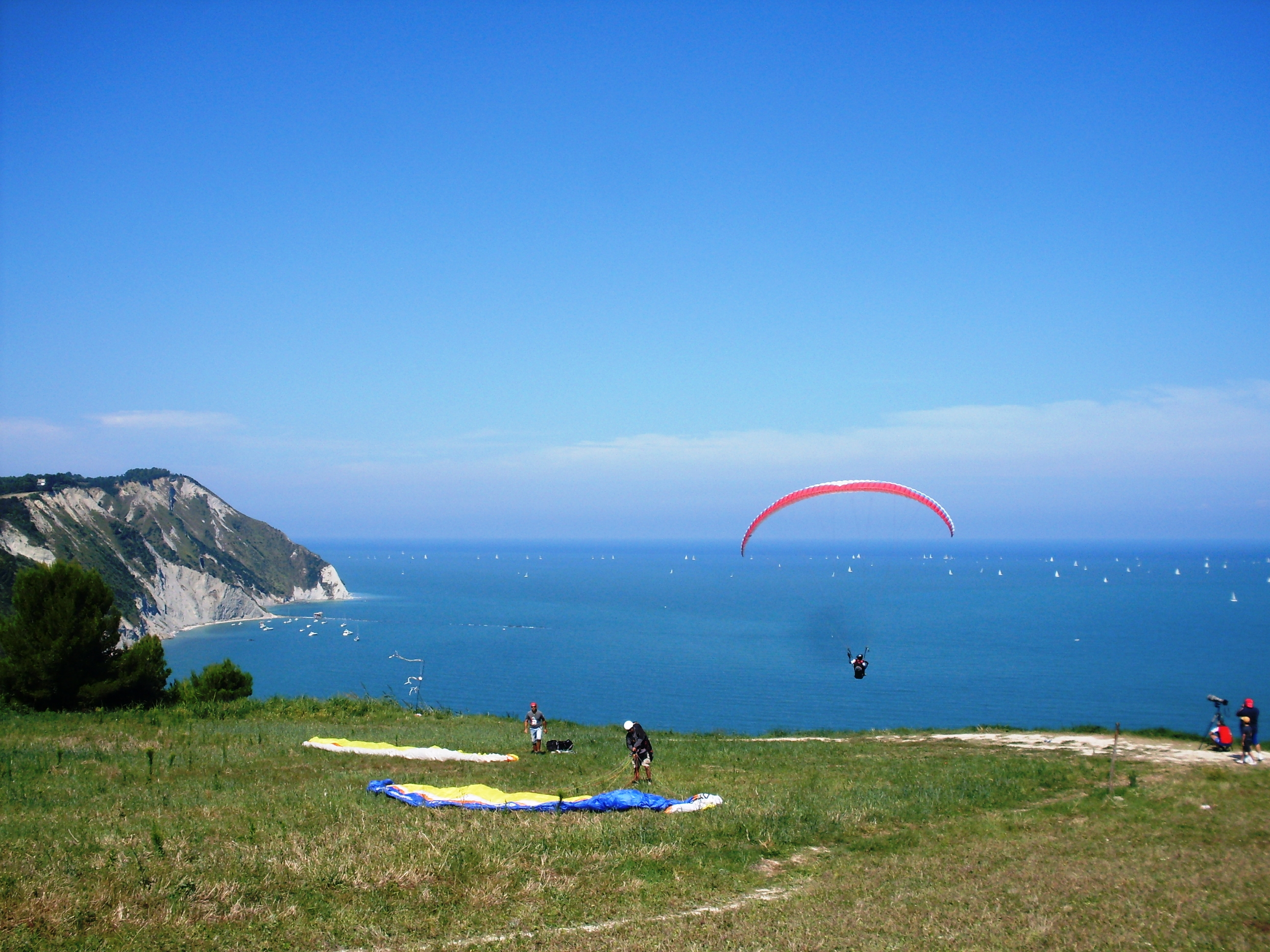
Parapendio Portonovo (AN) 2014
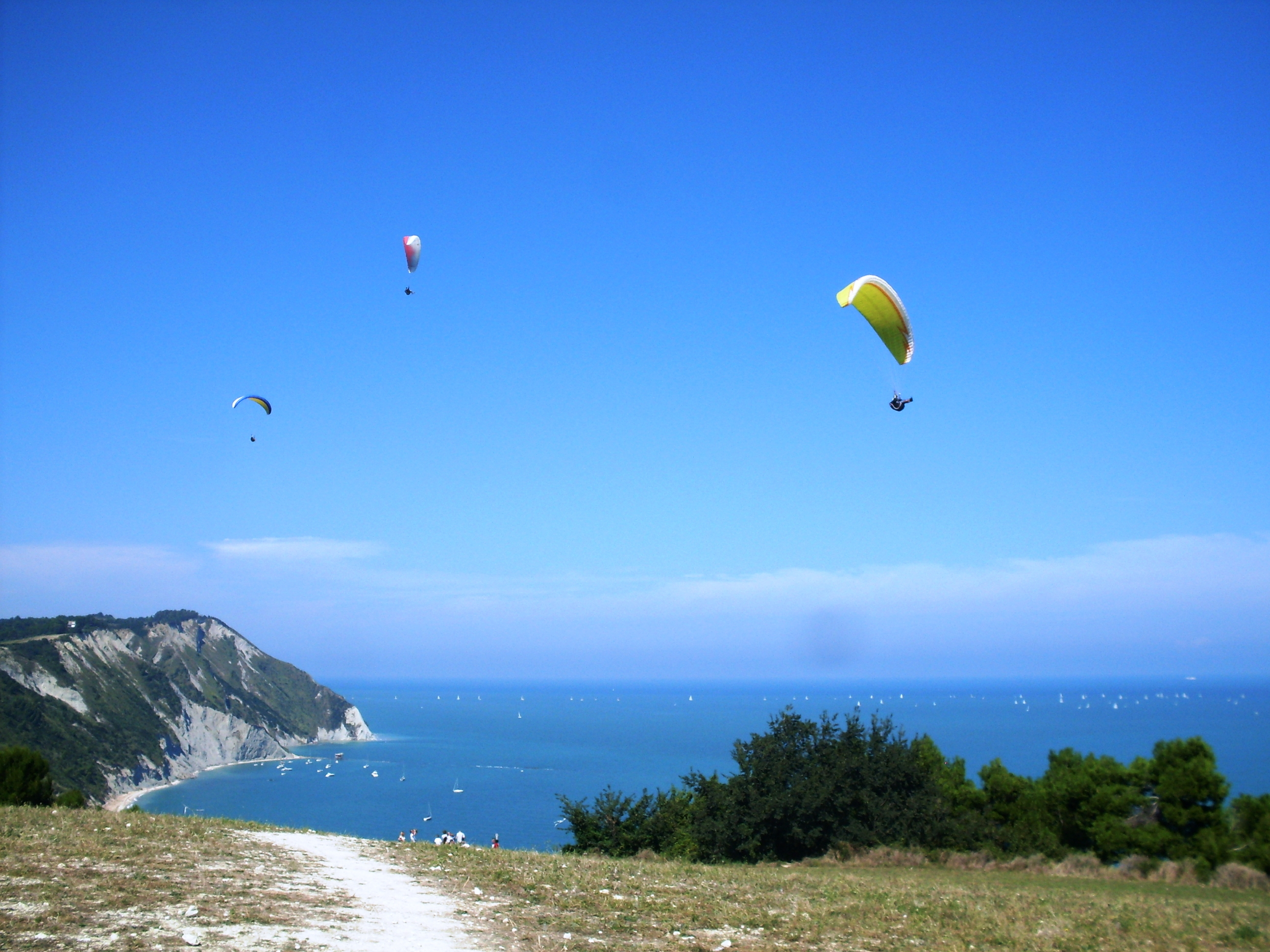
Parapendio in gruppo Portonovo (AN) 2014
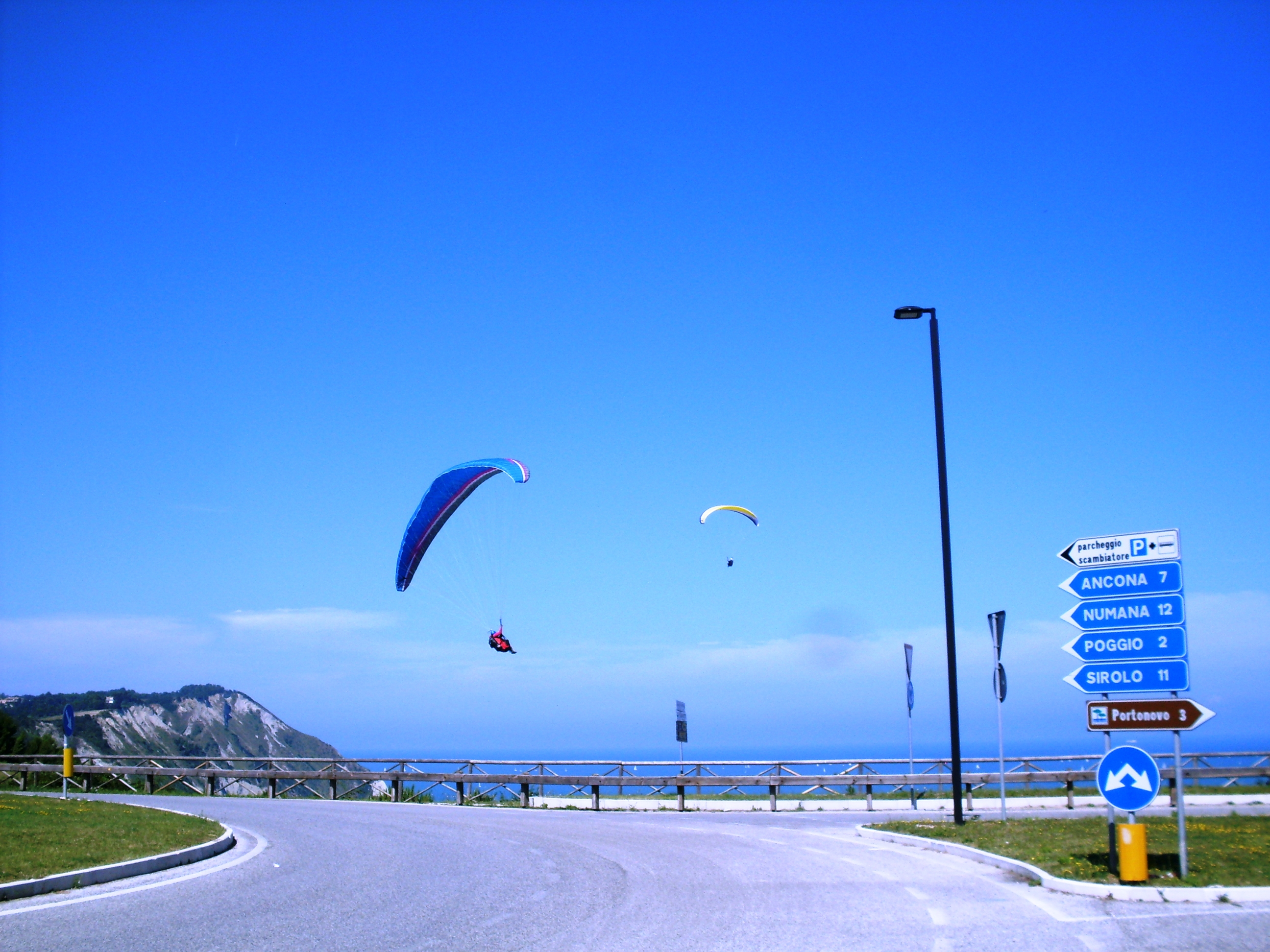
Parapendio atterraggio Portonovo (AN) 2014
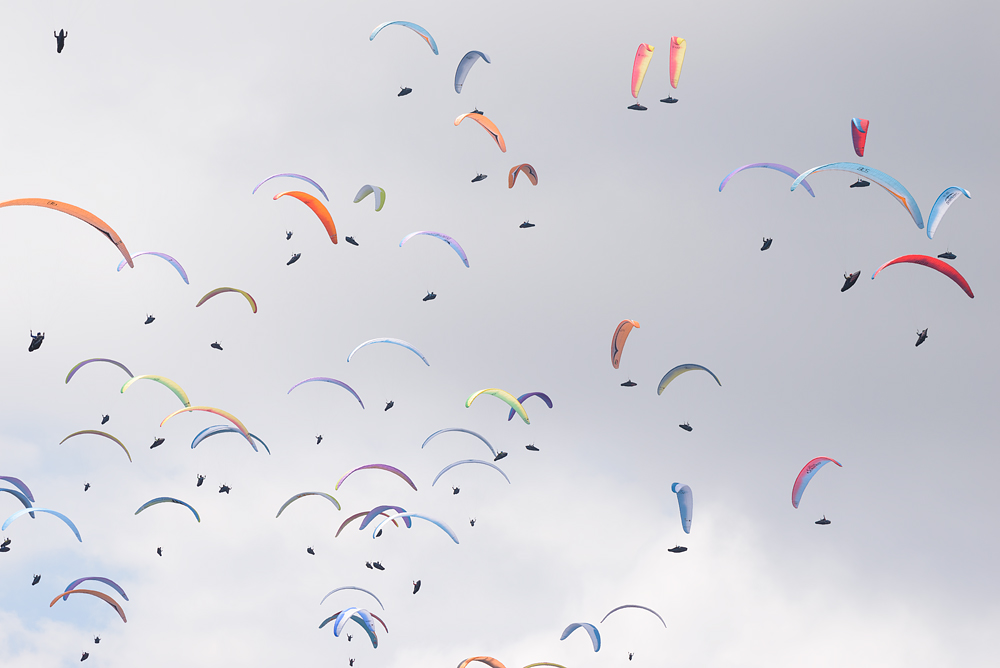
Una giornata di gara del Campionato del mondo di parapendio 2017, task di Rubbio (VI)
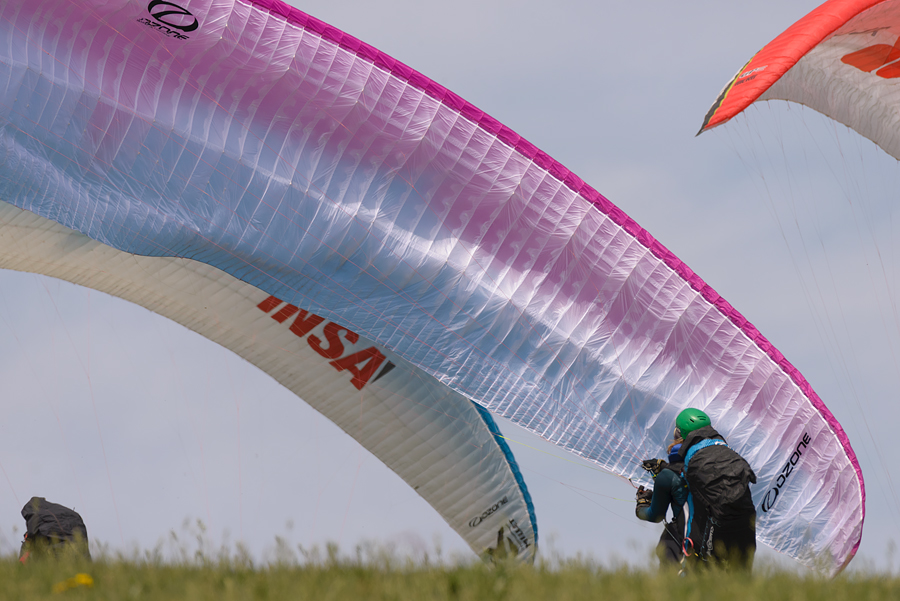
Area decollo parapendio di Rubbio (VI), Trofeo Montegrappa 2019
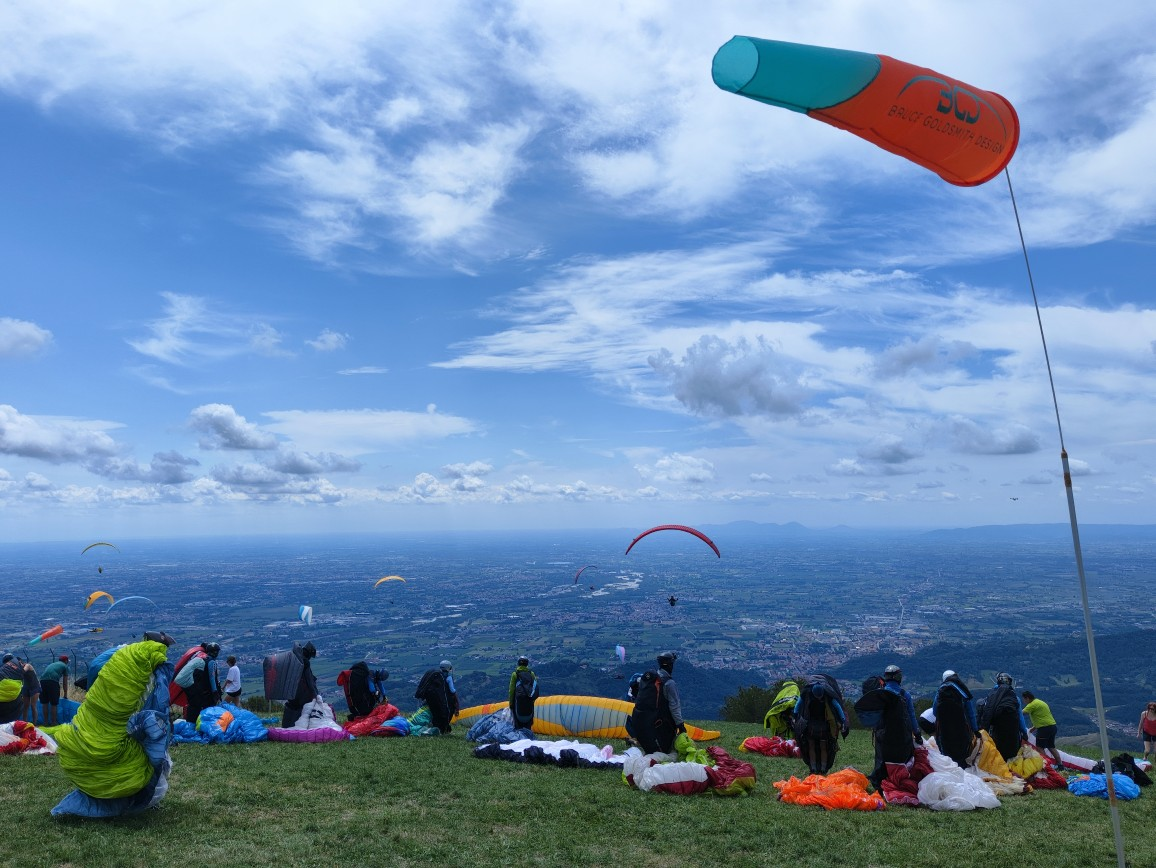
Area decollo parapendio di Rubbio (VI), Polish and Czech paragliding Open 2025